# A Taiwanese Tale of Two Cities
A Taiwanese Tale of Two Cities (en xinès tradicional: 雙城故事; en pinyin: Shuāng chéng gùshì) és una sèrie de televisió taiwanesa del 2018 de 20 episodis protagonitzada per Tammy Chen, Peggy Tseng i James Wen. La trama gira al voltant d'una metgessa de Taipei i una enginyera de San Francisco que intercanvien la seva casa buscant un canvi de vida.

## Argument
La història es basa en els arranjaments d'una noia taiwanesa, Li Nien-nien, que viu al barri de Dadaocheng, al nord de Taipei, i una noia de pares taiwanesos que va créixer a San Francisco, Josephine Huang. Nien-nien és una metgessa dedicada al negoci familiar de medicina tradicional xinesa i la Jo, una enginyera de software que treballa moltes hores. Aquesta trama enfronta dues perspectives, dues maneres de veure el món molt diferents, que representen les actituds i la manera de la gent jove avui dia. Resulta força interessant veure com presenta també els desencontres esporàdics produïts entre persones de diferents cultures.

## Casting
- Tammy Chen com a Lee Nien-Nien
- Peggy Tseng com a Josephine Huang
- James Wen com a Teng Tien-Ming
- Lung Shao-hua com a Lee Jen-Kuei
- Denny Huang com a Ryan Yeh

## Banda sonora
- Love Yourself de Wanfang
- Make Me Listen de Holly Lou
- Never the Point de The Empire
- No Regrets, Only Love (沒遺憾，只有愛) de Rose Liu
- The Ripples de Tommy Ljungberg
- 21st Century Jam de Terrytyelee
- Bottom Line versió acústica (底線) de Julia Wu
- Blue Magic Sunday de Terrytyelee
- Life's Thinking About You de Parking Lot Pimp
- Uh Huh de Ape Kao
- Turn Up The Night To Music de Terrytyelee
- You Win This Time (這次算妳贏拉) de Terrytyelee
- Find A Way de Julia Wu
- H.E.N.R.Y de Julia Wu
- Marching Forward (向前走) de Lim Giong
- Babymama (我孩的媽) de BOi!
- Gravity de BOi!
- RiDE de BOi! feat. Xina Sui

- Call it a day de Tommy Ljungberg

## Acollida
Va tenir cinc nominacions als Golden Globe Awards del 2019, si bé no en va guanyar cap. Així mateix, també fou nominada als Asian Academy Awards (2019). La sèrie fou llançada l'1 de setembre de 2018 al Servei de Televisió Pública de Taiwan. Algunes plataformes digitals com ara Netflix també l'han emesa.